# Championnat de France de football 1932-1933
Navigation
1933-1934
Le championnat de France de football 1932-1933 est la première édition du championnat de France de football professionnel.
La compétition oppose vingt clubs de toute la France, sélectionnés sur dossier, qui sont répartis en deux groupes. Elle s'achève sur une finale opposant les deux concurrents ayant fini en tête. L'Olympique lillois remporte le premier titre de champion de France après une victoire en finale, au Stade olympique Yves-du-Manoir de Colombes, sur l'AS Cannes. Les Cannois, deuxièmes de leur groupe, ont du remplacer au pied levé l'Olympique d'Antibes, disqualifié pour une tentative de corruption.
Conformément au règlement initial, six des vingt participants sont relégués en fin de saison dans une nouvelle deuxième division, baptisée « Division interrégionale ». 

## Historique

### Contexte
La tenue du premier championnat de France de football en 1932 s'appuie sur deux grandes nouveautés dans le pays : l'organisation d'un championnat d'envergure nationale d'une part, et la professionnalisation des clubs et des joueurs d'autre part.
En France, depuis la fin de la Première Guerre mondiale en 1918, les championnats de football sont organisés par les Ligues régionales. Au nombre d'une quinzaine, chaque Ligue organise annuellement un championnat appelé Division d'Honneur, consacrant un champion régional jusqu'en 1932. Il n'y a donc pas de championnat national, alors que de nombreux pays européens en organise depuis au moins 1905, à l'exemple de l'Angleterre, de l'Italie ou de la Suisse notamment.
Le football, bien qu'il ait commencé à se professionnaliser dès 1885 en Angleterre, est encore régi sous statut amateur en France dans les années 1920. La loi empêchant les clubs de rémunérer ses joueurs, les dirigeants des clubs français doivent alors trouver des solutions pour faire venir les meilleurs joueurs dans leur équipe. La plupart contournent la loi en pratiquant l'amateurisme marron, qui consiste à rémunérer indirectement les joueurs, en leur offrant par exemple la gestion d'un commerce ou un emploi dans une entreprise locale.
| Portrait de Jules Rimet · Portrait de Henri Jooris |

La volonté de mettre fin aux pratiques de l'amateurisme marron, en convergence avec les conceptions économiques de la majorité des dirigeants du football français, mène vers la fin des années 1920 à l'idée d'une création d'un championnat national professionnel. Afin de mettre en place les statuts des joueurs et des clubs professionnels, des commissions fédérales sont organisées entre janvier 1929 et janvier 1932. Elles regroupent des membres de la Fédération française de football association (FFFA), dont le président Jules Rimet, l'un des artisans de la création d'un championnat de France professionnel, et le secrétaire général Henri Delaunay, des représentants des grands clubs et des Ligues, comme Georges Bayrou (FC Sète), Henri Jooris (Ligue du Nord et Olympique lillois) ou encore Henri Jevain (Ligue de Paris), mais aussi de journalistes, à l'image de l’ancien international Gabriel Hanot et d'Emmanuel Gambardella.
Après de nombreuses discussions, l’institution du professionnalisme est massivement votée au Conseil national du 17 janvier 1931 par 128 voix contre 20, dont treize de la Ligue de Paris, plus une abstention par Jules Rimet. Le statut des clubs autorisés à utiliser des joueurs professionnels est défini un an plus tard par la fédération, les 16 et 17 janvier 1932, celle-ci se réservant de plus le droit d'autoriser ou non les clubs à adhérer au « Groupement de Club Autorisés » (GCA), et donc à participer au premier championnat de France.

### Inscriptions
Les dossiers sont à envoyer avant le 15 mars 1932. L'ambitieux Olympique d'Antibes est le premier club à répondre à l'appel, dès le 25 janvier. Dans un premier temps, vingt-quatre clubs font une demande d'autorisation à utiliser des joueurs professionnels. Les résultats tombent en avril. Dix-sept de ces clubs sont acceptés : l'Olympique Alès, l'Amiens AC, l'Olympique d'Antibes, l'AS Cannes, le Hyères FC, l'Olympique lillois, l'Olympique de Marseille, le CA Messin (qui prend le nom de Football Club de Metz à la suite de son admission), le SO Montpellier, le FC Mulhouse, l'OGC Nice, le SC Nîmes, le Club français, l'Excelsior AC Roubaix, le RC Roubaix, le FC Sète et le FC Sochaux, auxquels s'ajoutent trois autres clubs franciliens, sous réserve de s'affilier à la FFFA : le Red Star Olympique, le RC Paris et le CA Paris. Trois clubs sont refusés : le Club Deportivo Espagnol Bordeaux, le SC Bastidienne et l'Union sportive du Vésinet. Le cas du dernier club, le Sporting Club de Saint-Étienne, reste en suspens. En mai et en juin, les trois clubs parisiens s'affilient à la fédération, tandis que deux nouveaux candidats se signalent, le Stade rennais UC, dont la candidature est acceptée, et le FC Grasse, refusé en compagnie du SC Saint-Étienne, portant à vingt-et-un les clubs devant participer au championnat,.
La journée du 27 juin amène des changements importants. Des tensions entre le GCA et la Ligue du Nord, dirigée par le président de l'Olympique lillois Henri Jooris, poussent trois des quatre clubs de la Ligue, l'Amiens AC, le RC Roubaix et l'Olympique lillois à démissionner du GCA. Le jour même, les dix-huit clubs restant sont répartis en deux groupes de neuf par la Commission du professionnalisme, le calendrier étant validé le 11 juillet. Jooris, également président de l'Olympique lillois, finit par réintégrer son club. Devant la démission des Lillois, le président du club de la banlieue lilloise du SC Fives, Louis Henno, décide de faire adhérer son club au professionnalisme. Sa demande est acceptée le 22 juillet. Plusieurs joueurs de l'Olympique lillois quittent alors le club pour leurs voisins fivois. Pour pallier ces départs, l'Olympique lillois revient sur sa décision et demande son affiliation à la FFFA. Bien que la demande est hors délai, la fédération l'accepte le 1er août, portant à vingt les clubs amenés à disputer le premier championnat de France professionnel de l'histoire du football français,.

### Organisation
Le championnat, pour la seule et unique fois dans l'histoire du championnat de France, est organisé en deux groupes dont les vainqueurs s'affrontent ensuite en finale sur un seul match au stade olympique Yves-du-Manoir de Colombes. Chaque équipe rencontre deux fois chacune des autres équipes de son groupe, une fois à domicile et une fois à l'extérieur. Deux points sont attribués pour une victoire, un point pour un match nul et aucun pour une défaite. En cas d'égalité de points, les équipes sont départagées à la moyenne de buts.
Il est prévu que les trois dernières équipes de chaque groupe soient reléguées en fin de saison dans une deuxième division qui serait créée la saison suivante, afin de réduire le nombre de clubs engagés en première division à 14.

### Participants

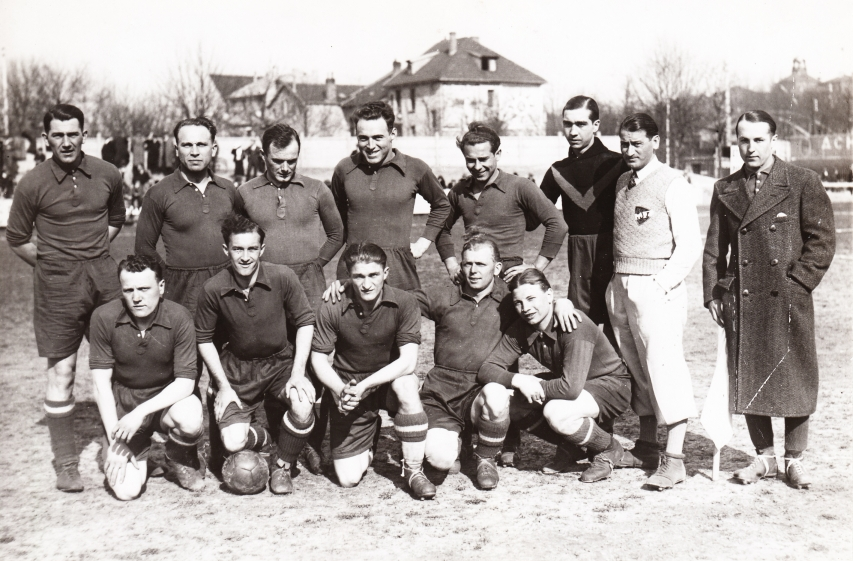
Équipe du FC Metz en mars 1933

Groupe A
| \| Excelsior AC Ol. lillois Club français RC Paris FC Mulhouse SC Nîmes OGC Nice FC Sète Ol. Marseille Hyères FC \| Localisation des clubs engagés dans le groupe A. |
| Excelsior AC Ol. lillois Club français RC Paris FC Mulhouse SC Nîmes OGC Nice FC Sète Ol. Marseille Hyères FC                                                        |

| Club                   | Entraîneur                           | Stade                                                                        |
| ---------------------- | ------------------------------------ | ---------------------------------------------------------------------------- |
| Club français          | Kaj Andrup                           | Stade de Paris (4), Stade Buffalo (2), Colombes (2), Stade Jean-Bouin (1)    |
| Hyères FC              | Charles Comte                        | Stade Perruc                                                                 |
| Olympique lillois      | Robert De Veen                       | Stade Victor-Boucquey                                                        |
| Olympique de Marseille | Charlie Bell                         | Stade de l'Huveaune                                                          |
| FC Mulhouse            | Franz Platko,                        | Stade de Bourtzwiller                                                        |
| OGC Nice               | Jean Lardi, puis Jim Mac Dewitt (en) | Stade Saint-Maurice                                                          |
| SC Nîmes               | Andrew Wilson                        | Stade Jean-Bouin                                                             |
| RC Paris               | Jimmy Hogan                          | Parc des Princes (4), Stade Jean-Bouin (2), Stade de Paris (2), Colombes (1) |
| Excelsior AC           | Charles Griffiths                    | Stade Amédée-Prouvost                                                        |
| FC Sète                | Sydney Regan                         | Stade des Métairies                                                          |

| Club français | Hyères FC | O. lillois | O. Marseille | FC Mulhouse |
| OGC Nice      | SC Nîmes  | RC Paris   | Excelsior AC | FC Sète     |

Groupe B
| \| SC Fives FC Metz Red Star Ol. CA Paris Stade rennais FC Sochaux Ol. d'Alès SO Montpellier Ol. d'Antibes AS Cannes \| Localisation des clubs engagés dans le groupe B |
| SC Fives FC Metz Red Star Ol. CA Paris Stade rennais FC Sochaux Ol. d'Alès SO Montpellier Ol. d'Antibes AS Cannes                                                       |

| Club                   | Entraîneur           | Stade                                                       |
| ---------------------- | -------------------- | ----------------------------------------------------------- |
| Olympique d'Alès       | Géza Székány         | Stade de la Prairie                                         |
| Olympique d'Antibes    | Valère de Besveconny | Stade du Fort Carré                                         |
| AS Cannes              | William Aitken       | Stade des Hespérides                                        |
| SC Fives               | George Berry         | Stade Félix-Virnot                                          |
| FC Metz                | Willy Steyskal       | Stade Saint-Symphorien                                      |
| SO Montpellier         | René Dedieu          | Parc des Sports                                             |
| CA Paris               | Ferenc Kónya,        | Stade de Paris (4), Stade Buffalo (3), Parc des Princes (2) |
| Red Star Olympique     | Robert Fischer,      | Stade de Paris (8), Stade Elisabeth (1)                     |
| Stade rennais UC       | Kálmán Székány       | Parc des Sports                                             |
| FC Sochaux-Montbéliard | Victor Gibson        | Stade de la Forge                                           |

| O. Alès        | O. Antibes | AS Cannes | SC Fives      | FC Metz    |
| SO Montpellier | CA Paris   | Red Star  | Stade rennais | FC Sochaux |

## Résumé de la saison

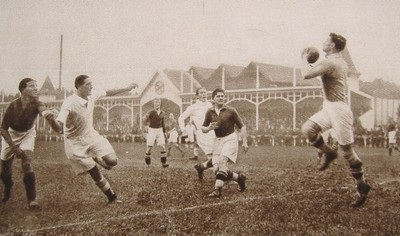
Scène du match Lille-Marseille de la 1re journée, le 11 septembre 1932.

La première journée du championnat a lieu le 11 septembre 1932. Le premier but de l'histoire du championnat est inscrit par l’Autrichien Karl Klima pour l'Olympique d'Antibes, qui bat le Red Star Olympique au Stade Élisabeth à Paris. Plusieurs surprises sont à signaler, au premier chef la défaite à domicile de Sochaux, l'un des favoris, face au CA Paris. L'AS Cannes, dernier vainqueur de la Coupe de France, est tenu en échec à domicile par le Fives. Le revers à domicile de l'Olympique lillois face à l’Olympique de Marseille laisse augurer une saison difficile pour les Dogues... il n’en sera rien.  
| Résultats détaillés de la première journée - Excelsior AC 0, FC Sète 3 Peter Dougall (en), Émile Cabanes (2). 5 000 spectateurs. Les locaux tiennent le choc une mi-temps, puis s'effondrent après la pause. Très belle partie pour les Dauphins sétois malgré l'absence du maître à jouer, Yvan Beck. - FC Mulhouse 2, Club français 3 Camille Bilger, Marcel Kauffmann pour Mulhouse; Robert Mercier (2), Lucien Laurent pour les Parisiens. - OGC Nice 2, SC Nîmes 3 Rezsö Lyka, Émile Denegri pour Nice; Émile Chalvidan (2), Henry Vincent pour Nîmes. Écrasante domination nîmoise au stade Saint-Maurice. Les Crocodiles anglais Alexander Cheyne et Andy Wilson furent les meilleurs sur le terrain. Chalvidan marque toutefois deux fois en solo : la première fois au terme d'une belle percée et d'un tir solide; la seconde d'une tête à la suite d'un coup franc de Wilson. - RC Paris 2, Hyères FC 1 Raoul Diagne (2) pour le Racing, Walter Presch pour Hyères. 3 000 spectateurs à Jean Bouin. Très mauvaise prestation des derniers champions de Paris face à une formation sudiste pâlotte. Le défenseur Raoul Diagne sauve la mise aux Pingouins en marquant les deux premiers buts de son ère pro. Ce succès difficile face à un adversaire sans renom et la médiocrité des enchaînements offensifs des deux côtés, notamment en raison du fort vent, provoque la colère des spectateurs qui scandent « Remboursez ! Remboursez !... » au coup de sifflet final. - Olympique lillois 1, Olympique de Marseille 2 Bill Barrett pour Lille; Joseph Alcazar (2) pour l'OM. 5 000 spectateurs. Match très disputé, voir brutal. L'OM domine nettement la partie marquant à la 51e minute son premier but de l'ère pro par Alcazar. Ce dernier double la mise (65e), puis Barrett sauve l'honneur pour les Dogues (80e). - AS Cannes 5, SC Fives 5 Édouard Crut (2), Pierre Fecchino (2), Janos Szeman pour Cannes, André Cheuva (3), Robert Saint-Pé (2) pour Fives. À la pause, Fives mène 0-2 et les locaux viennent de rater un penalty. Dès la reprise, Fives marque un troisième but. L'affaire semble entendue. Cannes se reprend alors magnifiquement en marquant trois buts en six minutes ! Fives encaissa ce coup dur et répliquant par deux nouveaux buts. En toute fin de partie, sur deux coups de patte de génie de Crut, l'AS Cannes arrache le match nul ! - FC Metz 1, Stade rennais UC 2 Louis Eckerlen pour Metz ; Walter Kaiser, Julien Dominique pour Rennes. 3 000 spectateurs. Match très disputé qui tourne finalement à l'avantage des Bretons. Metz ouvre la marque dès la 13e minute par Eckerlen bien servi par Buhrer. Dans la foulée, un but est refusé aux Messins pour une position de hors-jeu. Après la pause, Rennes domina nettement la partie et marqua deux fois. - FC Sochaux 1, CA Paris 3 Leslie Miller pour Sochaux, François Mayer (2), Raymond Cauet pour le CAP. Surprise au stade de la Forge ! En marquant deux fois sur penalty (par son gardien Mayer, spécialiste de l'exercice), le CAP mène 0-3 à Sochaux. Après avoir manqué plusieurs situations, Leslie, meilleur Sochalien du match, sauve l'honneur des Lions en deuxième période. - Red Star Olympique 2, Olympique d'Antibes 3 Robert Ségaux, Edward Edmunds pour le RS, Karl Klima (2), Léon Pawlak (csc) pour Antibes. 8 000 spectateurs Dans un stade Élisabeth plein comme un œuf, le Red Star se fait surprendre par des Antibois magnifiquement dynamisés par son aile gauche austro-hongroise composée de Klima et d'Árpád Belko. Klima inscrit le premier but de cette partie dès la 7e minute, ce qui en fait le premier buteur de l'ère pro, tandis que Pawlak marque contre son camp le 3e but d'Antibes en intervenant devant Joseph Rodriguez. L'absence du demi-centre du Red Star, Ernst Löwinger, n'explique qu'en partie ce revers des Parisiens. - SO Montpellier 2, Olympique Alès 0 Istvan Zavadsky signe un doublé sur deux centres de Laszlo Kalix devant plus de 4 000 spectateurs. |

L’Olympique de Marseille prend la tête du groupe A, mais l'Olympique lillois, grâce à huit victoires d'affilée, le rattrape puis le dépasse,. L’OM peut toutefois se vanter de battre une deuxième fois le futur champion de France : le 11 décembre 1932, à l’occasion de la manche retour, les Marseillais s’imposent à l’Huveaune au terme d’un « match scandaleux ». L’OM mène en effet rapidement 2-0 quand la partie dégénère. Expulsion de plusieurs joueurs, puis refus des Lillois de poursuivre le match, qui s’achève finalement sur le score de 7-0. Le Marseillais Jean Boyer fut l’un des rares joueurs marseillais solidaires des Lillois. Ce dernier eu en effet l’occasion d’inscrire au moins quatre nouveaux buts, mais il s’y refusa… Il se contenta ensuite de jouer normalement dans ses 50 mètres, sans franchir la ligne médiane.
Le match scandaleux de Marseille est éclipsé en fin de saison par un nouveau scandale dans le groupe B, dont l'Olympique d'Antibes est arrivé en tête. Juste avant de partir à Paris pour la finale, le club antibois apprend pourtant son déclassement alors qu'éclate un scandale de tentative de corruption impliquant son entraîneur Valère de Besveconny, surnommé « M. Valère » : il se serait déplacé à Lille plusieurs jours avant la dernière journée pour arranger avec les dirigeants du SC Fives la victoire de son équipe, en échange de 35 000 francs. Plusieurs joueurs antibois, dont le capitaine Villaplane, auraient tenté la même démarche auprès des joueurs nordistes juste avant le match. Le club antibois charge son entraîneur qui aurait agi de sa propre initiative. La commission de discipline de la Fédération suit et l'interdit, à vie, de toute fonction dans le football en France,,, laissant aux joueurs le bénéfice du doute. Le club de la Côte d’Azur est déclassé et n’est pas autorisé à disputer la finale du championnat face à Lille.  
Au dernier moment, le dauphin d’Antibes, l’AS Cannes, est donc appelé à jouer la finale, le 14 mai à Colombes. La finale n'attire que 16 000 spectateurs, soit moins de la moitié que la finale de Coupe de France ayant opposé dans le même stade, une semaine plus tôt deux clubs de Roubaix-Tourcoing, l'Excelsior, club professionnel, et le RC Roubaix, resté amateur - illustration de l'écart important de popularité subsistant encore entre le championnat et sa glorieuse ainée. Sur un terrain rendu très gras par la pluie, Cannes et Lille se livrent à une course-poursuite finalement remportée 4-3 par les Nordistes. Georges Winckelmans inscrit le but décisif.

## Résultats et classements
Le championnat est divisé en deux groupes de dix équipes se rencontrant en matchs aller-retour, les deux vainqueurs de groupe se rencontrant lors d'une finale. En cas d'égalité entre deux clubs, le premier critère de départage est la moyenne de buts. 
Cannes termine deuxième de son groupe mais participe tout de même à la finale à la suite du déclassement de l'Olympique d'Antibes.

### Groupe A
Classement
| Rang | Équipe                 | Pts | J  | G  | N | P  | Bp | Bc | GA    |
| ---- | ---------------------- | --- | -- | -- | - | -- | -- | -- | ----- |
| 1    | Olympique lillois      | 28  | 18 | 14 | 0 | 4  | 41 | 23 | 1,783 |
| 2    | Olympique de Marseille | 23  | 18 | 10 | 3 | 5  | 40 | 24 | 1,667 |
| 3    | RC Paris               | 21  | 18 | 8  | 5 | 5  | 40 | 36 | 1,111 |
| 4    | FC Sète                | 20  | 18 | 8  | 4 | 6  | 32 | 32 | 1     |
| 5    | SC Nîmes               | 19  | 18 | 8  | 3 | 7  | 37 | 38 | 0,974 |
| 6    | Excelsior AC C         | 18  | 18 | 5  | 8 | 5  | 32 | 37 | 0,865 |
| 7    | OGC Nice               | 15  | 18 | 5  | 5 | 8  | 26 | 32 | 0,813 |
| 8    | Club français          | 13  | 18 | 5  | 3 | 10 | 43 | 50 | 0,86  |
| 9    | Hyères FC              | 12  | 18 | 4  | 4 | 10 | 22 | 29 | 0,759 |
| 10   | FC Mulhouse            | 11  | 18 | 4  | 3 | 11 | 36 | 48 | 0,75  |

Résultat
- Qualifié pour la finale du championnat

Relégation
- 8e, 9e et 10e : relégation en Division 2

Abréviations
C : Vainqueur de la Coupe de France 1932-33
Évolution du classement
| Clubs / Journées       | 1  | 2  | 3  | 4  | 5  | 6  | 7  | 8  | 9  | 10 | 11 | 12 | 13 | 14 | 15 | 16 | 17 | 18 | Journées en tête | Journées relégable |
| Clubs / Journées       |    |    |    |    |    |    |    |    |    |    |    |    |    |    |    |    |    |    |                  |                    |
| ---------------------- | -- | -- | -- | -- | -- | -- | -- | -- | -- | -- | -- | -- | -- | -- | -- | -- | -- | -- | ---------------- | ------------------ |
| Club français          | 4  | 6  | 8  | 4  | 6  | 6  | 6  | 7  | 7  | 6  | 7  | 8  | 8  | 8  | 8  | 8  | 8  | 8  | 0                | 8                  |
| Hyères FC              | 8  | 5  | 6  | 8  | 9  | 9  | 9  | 9  | 9  | 9  | 10 | 10 | 10 | 9  | 9  | 9  | 9  | 9  | 0                | 16                 |
| Olympique lillois      | 8  | 3  | 3  | 3  | 3  | 2  | 2  | 1  | 1  | 1  | 1  | 1  | 1  | 1  | 1  | 1  | 1  | 1  | 11               | 1                  |
| Olympique de Marseille | 2  | 1  | 1  | 1  | 1  | 1  | 1  | 2  | 2  | 2  | 2  | 2  | 2  | 2  | 2  | 2  | 2  | 2  | 6                | 0                  |
| FC Mulhouse            | 6  | 9  | 7  | 9  | 10 | 10 | 8  | 8  | 8  | 10 | 9  | 9  | 9  | 10 | 10 | 10 | 10 | 10 | 0                | 16                 |
| OGC Nice               | 6  | 4  | 4  | 5  | 4  | 5  | 4  | 4  | 3  | 5  | 6  | 6  | 6  | 7  | 6  | 7  | 7  | 7  | 0                | 0                  |
| SC Nîmes               | 4  | 7  | 5  | 6  | 5  | 4  | 5  | 5  | 4  | 3  | 3  | 5  | 5  | 5  | 5  | 5  | 5  | 5  | 0                | 0                  |
| RC Paris               | 2  | 8  | 9  | 7  | 8  | 7  | 6  | 6  | 5  | 4  | 4  | 3  | 4  | 3  | 3  | 3  | 3  | 3  | 0                | 3                  |
| Excelsior AC           | 10 | 10 | 10 | 10 | 7  | 8  | 10 | 10 | 10 | 8  | 8  | 7  | 7  | 6  | 7  | 6  | 6  | 6  | 0                | 10                 |
| FC Sète                | 1  | 2  | 2  | 2  | 2  | 3  | 3  | 3  | 6  | 7  | 5  | 4  | 3  | 4  | 4  | 4  | 4  | 4  | 1                | 0                  |

Résultats
| Résultats (▼dom., ►ext.) | OL  | OM  | RCP | FCS | SCN | EAC | OGCN | CF  | HFC | FCM |
| Olympique lillois        |     | 1-2 | 4-1 | 4-2 | 4-0 | 2-0 | 3-0  | 5-3 | 2-1 | 2-0 |
| Olympique de Marseille   | 7-0 |     | 1-0 | 3-1 | 2-0 | 2-2 | 1-0  | 5-1 | 1-2 | 3-1 |
| RC Paris                 | 0-1 | 3-1 |     | 5-3 | 3-1 | 2-2 | 2-2  | 4-1 | 2-1 | 2-1 |
| FC Sète                  | 1-0 | 1-1 | 3-2 |     | 1-1 | 0-2 | 1-2  | 3-2 | 1-0 | 1-1 |
| SC Nîmes                 | 0-3 | 1-3 | 5-1 | 1-3 |     | 2-0 | 2-0  | 3-1 | 3-0 | 3-1 |
| Excelsior AC             | 2-1 | 2-1 | 1-1 | 0-3 | 4-4 |     | 2-2  | 4-1 | 2-1 | 2-2 |
| OGC Nice                 | 2-3 | 1-0 | 0-0 | 2-2 | 2-3 | 2-2 |      | 2-0 | 2-1 | 5-2 |
| Club français            | 1-3 | 6-2 | 5-5 | 2-3 | 5-2 | 2-2 | 2-0  |     | 2-2 | 5-0 |
| Hyères FC                | 0-1 | 1-1 | 1-2 | 1-2 | 2-2 | 3-1 | 1-0  | 3-1 |     | 1-1 |
| FC Mulhouse              | 1-2 | 1-4 | 3-5 | 3-1 | 3-4 | 6-2 | 5-2  | 2-3 | 3-1 |     |

Légende des résultats

### Groupe B
Classement
| Rang | Équipe              | Pts | J  | G  | N | P  | Bp | Bc | GA    |
| ---- | ------------------- | --- | -- | -- | - | -- | -- | -- | ----- |
| 1    | Olympique d'Antibes | 24  | 18 | 10 | 4 | 4  | 39 | 21 | 1,857 |
| 2    | AS Cannes           | 22  | 18 | 8  | 6 | 4  | 37 | 24 | 1,542 |
| 3    | FC Sochaux          | 22  | 18 | 9  | 4 | 5  | 40 | 31 | 1,29  |
| 4    | SO Montpellier      | 21  | 18 | 9  | 3 | 6  | 37 | 36 | 1,028 |
| 5    | CA Paris            | 20  | 18 | 8  | 4 | 6  | 38 | 37 | 1,027 |
| 6    | Stade rennais UC    | 18  | 18 | 7  | 4 | 7  | 41 | 36 | 1,139 |
| 7    | SC Fives            | 17  | 18 | 6  | 5 | 7  | 42 | 48 | 0,875 |
| 8    | Red Star Olympique  | 14  | 18 | 4  | 6 | 8  | 38 | 29 | 1,31  |
| 9    | FC Metz             | 13  | 18 | 5  | 3 | 10 | 25 | 51 | 0,49  |
| 10   | Olympique Alès      | 9   | 18 | 2  | 5 | 11 | 25 | 49 | 0,51  |

Résultat
Relégation
Évolution du classement 
| Clubs / Journées    | 1  | 2  | 3  | 4  | 5  | 6  | 7  | 8  | 9  | 10 | 11 | 12 | 13 | 14 | 15 | 16 | 17 | 18 | Journées en tête | Journées relégable |
| Clubs / Journées    |    |    |    |    |    |    |    |    |    |    |    |    |    |    |    |    |    |    |                  |                    |
| ------------------- | -- | -- | -- | -- | -- | -- | -- | -- | -- | -- | -- | -- | -- | -- | -- | -- | -- | -- | ---------------- | ------------------ |
| Olympique Alès      | 10 | 7  | 9  | 10 | 10 | 10 | 10 | 10 | 10 | 10 | 10 | 10 | 10 | 10 | 10 | 10 | 10 | 10 | 0                | 17                 |
| Olympique d'Antibes | 4  | 4  | 3  | 2  | 1  | 2  | 1  | 1  | 2  | 2  | 2  | 1  | 1  | 1  | 1  | 1  | 1  | 1  | 10               | 0                  |
| AS Cannes           | 5  | 3  | 1  | 1  | 2  | 1  | 2  | 2  | 1  | 1  | 1  | 3  | 2  | 2  | 2  | 2  | 2  | 2  | 6                | 0                  |
| SC Fives            | 6  | 8  | 5  | 4  | 3  | 3  | 5  | 5  | 6  | 6  | 7  | 7  | 7  | 7  | 7  | 7  | 7  | 7  | 0                | 1                  |
| FC Metz             | 8  | 10 | 10 | 9  | 8  | 6  | 9  | 9  | 9  | 9  | 9  | 9  | 8  | 8  | 8  | 9  | 9  | 9  | 0                | 17                 |
| SO Montpellier      | 3  | 1  | 2  | 3  | 5  | 4  | 4  | 3  | 4  | 5  | 5  | 6  | 6  | 6  | 5  | 6  | 5  | 4  | 1                | 0                  |
| CA Paris            | 1  | 6  | 6  | 8  | 9  | 8  | 7  | 6  | 5  | 7  | 6  | 4  | 4  | 5  | 6  | 4  | 4  | 5  | 1                | 3                  |
| Red Star Olympique  | 7  | 9  | 7  | 6  | 4  | 7  | 6  | 8  | 8  | 8  | 8  | 8  | 9  | 9  | 9  | 8  | 8  | 8  | 0                | 12                 |
| Stade rennais UC    | 2  | 2  | 4  | 5  | 6  | 5  | 3  | 4  | 3  | 3  | 3  | 2  | 3  | 4  | 3  | 5  | 6  | 6  | 0                | 0                  |
| FC Sochaux          | 9  | 5  | 8  | 7  | 7  | 9  | 8  | 7  | 7  | 4  | 4  | 5  | 5  | 3  | 4  | 3  | 3  | 3  | 0                | 4                  |

Résultats
| Résultats (▼dom., ►ext.) | OAn | ASC | FCSM | SOM | CAP | SRUC | SCF | RSO | FCM | OAl |
| Olympique d'Antibes      |     | 1-0 | 4-1  | 0-2 | 3-0 | 3-1  | 5-0 | 2-0 | 1-1 | 0-0 |
| AS Cannes                | 3-0 |     | 1-1  | 3-0 | 2-2 | 3-0  | 5-5 | 2-1 | 0-1 | 2-0 |
| FC Sochaux               | 1-3 | 2-1 |      | 2-3 | 1-3 | 2-1  | 6-4 | 1-1 | 5-0 | 5-2 |
| SO Montpellier           | 2-1 | 1-2 | 2-0  |     | 3-4 | 1-0  | 4-2 | 1-1 | 7-3 | 2-0 |
| CA Paris                 | 2-3 | 1-1 | 3-5  | 2-2 |     | 3-1  | 1-2 | 2-2 | 2-1 | 2-1 |
| Stade rennais UC         | 0-0 | 5-4 | 1-1  | 6-1 | 3-1 |      | 0-1 | 3-1 | 4-0 | 4-0 |
| SC Fives                 | 0-5 | 1-1 | 2-2  | 2-3 | 0-2 | 4-4  |     | 3-2 | 8-1 | 3-0 |
| Red Star Olympique       | 2-3 | 1-1 | 0-1  | 4-0 | 3-4 | 6-2  | 0-1 |     | 2-2 | 5-0 |
| FC Metz                  | 3-2 | 0-2 | 0-3  | 2-1 | 2-3 | 1-2  | 0-0 | 1-7 |     | 4-0 |
| Olympique Alès           | 3-3 | 2-4 | 0-1  | 2-2 | 2-1 | 4-4  | 7-4 | 0-0 | 2-3 |     |

Légende des résultats

### Finale
La finale est engagée. Les Lillois, dans leur équipe-type, mènent 2-0 à la pause, puis 3-1 à un quart d'heure de la fin. Pourtant les Cannois parviennent à égaliser, et c'est finalement le Lillois Georges Winckelmans qui marque le but décisif en toute fin de rencontre.
| Finale      | Olympique lillois                                                                                         | 4 - 3   | AS Cannes                                                                                    | Stade olympique Yves-du-Manoir, Colombes |                      |
| 14 mai 1933 | Barrett 25e · Varga 30e · Winckelmans 75e · Winckelmans 86e                                               | (2 - 0) | 59e Fecchino · 78e Caleca · 82e Tourniaire                                                   | Spectateurs : 16 000                     | Spectateurs : 16 000 |
| 14 mai 1933 | Football (18 mai 1933) sur Gallica                                                                        |         |                                                                                              | Spectateurs : 16 000                     | Spectateurs : 16 000 |
| 14 mai 1933 | Défossé Vandooren, Théry Meuris, McGowan, Beaucourt Decottignies, Lutterloch, Barrett, Varga, Winckelmans | Équipes | Roux Tourniaire, Nagy Beraudo, Kvasz Koves, Cler Caleca, Fecchino, Bardot, Hillier, Cornilli | Spectateurs : 16 000                     | Spectateurs : 16 000 |

### Promotions et relégations
Conformément au règlement initial, à l’issue de la saison, les trois derniers de chaque groupe, soit six clubs, sont relégués dans la Deuxième division qui prend forme. Cinq de ses six clubs, en premier lieu les clubs parisiens du Red Star Football Club et du CA Paris, ne voulant pas devoir participer à un championnat au rabais, poussent au statu quo et annoncent se retirer du professionnalisme s'ils sont relégués. L'inflexibilité de la fédération et le succès de la deuxième campagne d'inscriptions, avec l'arrivée de 17 nouveaux clubs professionnels, les font finalement changer d'avis.
Les relégués en deuxième division, ou « Division interrégionale », sont donc l'Olympique d'Alès, le Club français, le Hyères, le FC Metz, le FC Mulhouse et le Red Star.
Il n'y a pas de promotion pour la saison à venir. Les sept premiers de chaque groupe confirment leur inscription pour la deuxième édition du championnat, et se trouvent donc réunis pour la saison 1933-1934 dans une poule unique de première division, nommée « Division nationale ».

### Meilleurs buteurs
| Portrait de Robert Mercier · Portrait de Walter Kaiser |

Deux joueurs finissent meilleur buteur du championnat avec quinze buts : l'international français Robert Mercier, du Club français, et l'Allemand Walter Kaiser, du Stade rennais.
Le SC Fives, meilleure attaque du groupe B, place trois de ses joueurs dans les dix meilleurs buteurs : Robert Saint-Pé, André Cheuva et Ernest Libérati.
| n° | Joueur           | Club                   | Buts |
| -- | ---------------- | ---------------------- | ---- |
| 1  | Robert Mercier   | Club français          | 15   |
| .  | Walter Kaiser    | Stade rennais UC       | 15   |
| 3  | Joseph Alcazar   | Olympique de Marseille | 14   |
| .  | Pierre Fecchino  | AS Cannes              | 14   |
| 5  | Karl Klima       | Olympique d'Antibes    | 13   |
| .  | Horacio Finamore | Red Star Olympique     | 13   |
| 7  | Robert Saint-Pé  | SC Fives               | 12   |
| .  | Istvan Zavadsky  | SO Montpellier         | 12   |
| .  | Pierre Bertrand  | Red Star Olympique     | 12   |
| 10 | André Cheuva     | SC Fives               | 11   |
| .  | Ernest Libérati  | SC Fives               | 11   |
| .  | Julien Dominique | Stade rennais UC       | 11   |

| n° | Joueur                | Club          | Buts |
| -- | --------------------- | ------------- | ---- |
| 13 | Andrew Wilson         | SC Nîmes      | 10   |
| .  | Willy Delesse         | RC Paris      | 10   |
| 15 | William Barrett       | O. Lillois    | 9    |
| .  | Marcel Kauffmann      | FC Mulhouse   | 9    |
| .  | Yvan Beck             | FC Sète       | 9    |
| 18 | Jean Laurent          | Club français | 8    |
| .  | Alfred Leonard Caiels | O. Marseille  | 8    |
| .  | Albert Polge          | SC Nîmes      | 8    |
| .  | Marcel Galey          | RC Paris      | 8    |
| .  | Émile Veinante        | RC Paris      | 8    |
| 23 | Georges Winckelmans   | O. Lillois    | 7    |
| .  | Ernesto Tomasi        | OGC Nice      | 7    |
| .  | Émile Chalvidan       | SC Nîmes      | 7    |

## Effectifs

### Champions de France

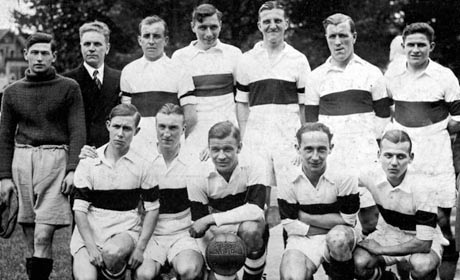
Photo de l'Olympique lillois, champion de France. De gauche à droite, au premier rang : Decottignies, Lutterloch, Barrett, Varga, Winckelmans. Au second rang : Défossé, Hochart (dirigeant), Meuris, Vandooren, Beaucourt, McGowan, Jean Théry.

L'effectif de l'Olympique lillois, champion de France, est composé des joueurs suivants,, :
| Joueur                   | Nationalité       | Poste          | Matchs joués | Buts   |
| ------------------------ | ----------------- | -------------- | ------------ | ------ |
| Robert Défossé           | France            | Gardien de but | 19           | 0      |
| Jean Théry               | France            | Défenseur      | 19           | 0      |
| Jules Vandooren          | France            | Défenseur      | 15           | 0      |
| Agathon Wattrelot        | France            | Défenseur      | 1            | 0      |
| Léon Lubrez              | France            | Défenseur      | 1 ou 2       | 0      |
| Georges Beaucourt (cap.) | France            | Demi           | 19           | 0      |
| Georges Meuris           | France / Belgique | Demi           | 19           | 0      |
| John McGowan             | Écosse            | Demi           | 19           | 1      |
| Guy-Victor Trusson       | France            | Demi           | 1            | 0      |
| Georges Winckelmans      | France            | Ailier         | 18           | 7 à 9  |
| Jacques Delannoy         | France            | Ailier         | 11 ou 12     | 5      |
| Urbain Decottignies      | France            | Ailier         | 10           | 4      |
| Maurice Deloose          | France            | Ailier         | 1            | 0 ou 1 |
| Bert Lutterloch          | Angleterre        | Inter          | 14 à 18      | 5 ou 6 |
| Zoltan Varga             | Hongrie           | Inter          | 13           | 6      |
| Fernand Amand            | France            | Inter          | 13           | 3      |
| Paul Lubrez              | France            | Inter          | 2            | 0      |
| William Barrett          | Angleterre        | Avant          | 14           | 9 à 11 |

L'entraîneur est le Belge Robert De Veen.

### Joueurs professionnels
Fin août - début septembre 1932, la liste officielle des footballeurs ayant obtenu la licence de joueur professionnels est la suivante,,,,,. Les effectifs sont très disparates, certains clubs comptant près d'une vingtaine de professionnels tandis que d'autres, comme Alès, aux moyens modestes, ou le Racing Club de Paris, dont le club d'attache est traditionnellement attaché à l'amateurisme, n'en compte que cinq ou six :
- Olympique d'Antibes — Raymond Cloître, René David, Antonin Rayon, Alex Villaplane, Louis Cazal[39], Laurent Henric, René Bernardi, Joseph Meliga, Joseph Rodriguez, Vlasta Borecky (Tchécoslovaque), Adolf Dumser (Autrichien), Arpad Belko (Hongrois), Károly Kovács (Hongrois), Louis Arneodo, Adolf Pohan (Autrichien), Karl Klima (Autrichien).
- Association sportive de Cannes : Charles Bardot, Raoul Dutheil, Joseph Beraudo, Marius Besson, André Caleca, Louis Cler, Jean Cornelli, Francis Roux, Henri Roux, Maurice Tourniaire, Jean Vigouroux, Édouard Crut, William Aitken (Anglais), Pierre Fechino, Henri Kiemm, André Beraudo, Stanley Hillier (Anglais), János Nagy (Hongrois), János Szeman (Hongrois).
- Cercle athlétique de Paris : Albert Ottavis, Henri Bayart, Georges Carbonnet, François Mayer (Hongrois), Louis Finot, Jean Fidon, Marcel Colomb, Raymond Cauet, Gaston Droyer, Georges Rose, Louis Delfino, Alfred Cable[40] (Anglais), Georges Fays, Denis O'Hare.
- Club français : Omar Ben Embarek, Raymond Sentubéry, Antoine Alvarez, Maurice Banide, René Gonzales, Jean Laurent, Lucien Laurent, Jean Dumas, Emile Rigolet, Robert Mercier[42], Georges Logez, Adrien Hudry, Miklos Boros (Hongrois), Martin Woosnam (en) (Anglais), Fred Bartlett (en)[43] (Anglais), Bruno Pierucci (Italien), Arthur Parkes (Anglais), Kaj Andrup (Danois).
- Excelsior Athlétic Club : Albert Dhulst, Noël Liétaer, Célestin Delmer, Lucien Giannelloni, Marcel Langillier, Julien Buge, Norbert Van Caeneghem, Oedipe Charruau, Henri Burghgraeve (ou Burghraeve), David Bartlett (Anglais), Ernest Payne (Anglais).
- Football Club de Metz : Louis Boé, Paul Thomas, Maurice Hippert, Joseph Becker (Allemand), Eugène Gara, Albert Rohrbacher, André Klein, Louis Eckerlen, Charles Fosset, Emile Buhrer (Allemand), Adolphe Caldoni (ou Calloni) (Italien), Willy Sold (Allemand), Sjubonier Nuic (Yougoslave), Joseph Cadario (Italien).
- Football Club de Mulhouse : Lucien Halter, Pierre Korb, Arsène Casy, Ernest Schulzendorf, Ferdinand Swatosch, Alexandre Friedmann, Charles Scopsi, Willy Kress, Antoine Engelhard.
- Football Club de Sète : Georges-Williams Balmforth, Léon Cazals, Charles Puga, Vincent Gasco, René Llense, Fernand Clairon, Marcel Miquel, Ali Benouna, Emile Cabannes, Fernand Haussaire, Pierre Lopez, Yvan Beck, Lydwy Edwards, Hermann Leitner, Bogidar Markovitch.
- Hyères Football Club : Jean Dupré, Paul Lanteri, Emile Sina, Marius Gobli, François Estienne, Maurice Treiller, Jacques Treiller, Paul Robinet, Willy Wagner, Wilhelm Schadel, René Pasquin, Elek Schwartz, Rodolphe Wetzer, Walter Presch, Zoltan Zinthaler.
- Football Club Sochaux-Montbéliard : Bazin Sidney, Bernard Williams, Max Lehmann, Etienne Gredy, Louis Vernay, Roger Tripier, Joseph Hillier, Leslie Miller, Camille Cottin, Roger Hug, André Machinot, Antoine Lozes, Armand Linberger, Jean Gérin, Paul Wartel, Étienne Mattler.
- Olympique Alèsien : Charlie Laurent, Marion Gnerinki, François Olejniczak, Georges Smoker, Hugh Vallance (en), William West.
- Olympique de Marseille : Alfred Caiels, John Trees, Samuel Jennings, Joseph Alcazar, Max Charbit, Max Conchy, Raymond Durand, Marcel Pellegrin, Rabih Riahi, Paul Schnock, Mohamed Mezziani, Alexandre Sherry, Charles Allé, Robert Goitschel, Maurice Gallay, Thomas-François Pritchard.
- Olympique Gymnaste Club de Nice : Edmondo Della Valle, Maurice Caron, Joseph Bessero, Jean Brusini, André Ballereau, Ernest Tomasi, Albert Rode, René Raschoffer, Emile Denegri, Lucien Magnon, Jean Lardi, Numa Andoire, Raoul Chaisaz, André-Pierre Mary, Raoul Lyka, Raoul Stolczparth, Adelbert Havlik, François Rier.
- Red Star Olympique : Marcel Pinel, Jacques Mairesse, Horacio Finamore, Zoltan Varga, Raymond Bour, Léon Deegrenne, Augustin Chantrel, Léon Pawlak, Paul Poirier, Pierre Bertrand.
- Sporting Club fivois : Jean Herman, Raymond Redel, Robert Saint-Pé, Louis Vandeputte, Léon Dubois, André Cheuva, Ernest Libérati, George Berry, Maximilien Cyffka, William Haymard, Georges-Frédéric Eastman, Robert Menth.
- Sporting Club nîmois : Philippe-Antoine Scali, Raymond Fournier, Marcel Gébelin, Albert Polge, Emile Féjean, Émile Chalvidan, Charles Frondas, Henri Vincent, John Crooks, Antoine Almero, Edmond Allouch, Georges Kramer, Alex Cheyne, Andrew Wilson, Harry Ward, Antoine Carvan, Lyouwicha Stevenovitch.
- Sports Olympiques Montpellier : André Guillard, André Dantherides, René Gérard, Joseph Kaucsar, Joseph Rublo, André Bousquet, Maxime Deschizeaux, Pierre Granier, André Boutet, Roger Rolhion, Auguste Cezember, Ernest Nemeth, René Dedieu, Lordela Kalix.
- Stade rennais Université Club : Siméon Belliard, Julien Dominique, Ernest Huet, Jacques Jean, Robert Le Moal, Marcel Toussaint, Lucien Vaillant, Ollivier Brard, Henry Poujol, Joroslav Boucek, Vaclar Mrazek, Walter Kaiser, Waclar Prosek, Fritz Raemer, Georges Séfelin, Jaroslav Votja.
- Racing Club de Paris : Émile Scharwath, Willy Delesse, Joseph Hogan (Anglais), Frédéric Poenix (Anglais), Elemér Berkessy (Hongrois).

## Aspects socio-économiques
L'épreuve est sponsorisée par le quotidien généraliste parisien Le Petit Parisien. La presse généraliste parisienne et provinciale assure une bonne couverture de cette saison inaugurale. Quelques rares matches sont diffusés à la radio, telle la finale du 14 mai 1933. Radio Paris, Le Poste Parisien et Radio PTT assurent la couverture du match en direct.

## Supporters
Certains déplacements de supporters sont enregistrés. Citons pour l'exemple les 200 supporters du SC Nîmes qui font le déplacement à Paris le 2 octobre 1932 pour assister au match face au Club français. Lors de cette rencontre, couplée avec un RC Paris-Excelsior Roubaix au Stade Jean-Bouin, 500 personnes entrent en force dans le stade sans payer. La resquille, généralement moins violente, est un problème récurrent et nombre de clubs se plaignent de cette situation. Pas ou très peu de forces de sécurité afin de sécuriser les abords des stades sauf à quelques rares occasions comme le fameux mach international France-Autriche du 12 février 1933 où la Garde républicaine est à l'œuvre devant le Parc des Princes.
La saison est marquée par quelques incidents en tribune. Parmi les plus graves, citons ici les matches Nice-Club français du 6 novembre 1932 avec insultes racistes pour le joueur noir Embarek et jet de pierre sur Boros et Hyères-Mulhouse du 15 janvier 1933 avec violences du public au stade et devant l'hôtel des visiteurs.
En fin de saison, le public de l'Excelsior de Roubaix est désigné meilleur public de France par l'Amicale des Joueurs de Football. Deux joueurs de chaque club de D1 ont été consultés.